# 新庄信用金庫
新庄信用金庫（しんじょうしんようきんこ、英語：SHINJO SHINKIN BANK）は、山形県新庄市に本店を置く信用金庫である。

## 沿革
- 1923年（大正12年）6月27日 - 新庄信用組合として設立。
- 1952年（昭和27年）7月 - 信用金庫に転換、新庄信用金庫に改組。
- 1979年（昭和54年）7月 - 本店を現在地に新築移転。
- 1983年（昭和58年）9月 - 創立60周年記念式典。
- 1993年（平成5年）10月 - 創立70周年記念式典。
- 1999年（平成11年）3月 - インストアブランチとして東根出張所を東根ジャスコ店（現：イオン東根店）に開設。
- 2016年（平成28年）8月 - 人型ロボットPepperを本店に導入[1]。
- 2019年（平成31年）3月22日 - 一般財団法人・民間都市開発推進機構とともに「新庄まちづくりファンド有限責任事業組合」を設立[2]。

## totoの払い戻し店
スポーツ振興くじ(toto)当選券の払い戻し店は、以下の店舗でのみ取り扱う。
- 本店
- 天童支店
- 大石田支店